# 431 a.C.
Il 431 a.C. (CDXXXI a.C. in numeri romani) è un anno  del V secolo a.C.

## Eventi
- Con il rifiuto di riammettere Megara nella Lega delio-attica, inizia la guerra del Peloponneso; prima invasione dell'Attica da parte del re di Sparta Archidamo II
- Roma:
  - Consoli Tito Quinzio Peno Cincinnato e Gneo Giulio Mentone
  - Dittatore Aulo Postumio Tuberto
  - 13 luglio - Roma: consacrazione del tempio di Apollo
  - Vittoria contro un esercito coalizzato di Equi e Volsci sul Monte Algido

## Morti
- Quinto Furio Pacilio Fuso, politico romano
- Zenone di Elea, filosofo greco antico (n. 489 a.C.)